# (14834) Isaev
(14834) Isaev est un astéroïde de la ceinture principale.

## Description
(14834) Isaev est un astéroïde de la ceinture principale. Il fut découvert le 17 septembre 1987 à Nauchnyj par Lioudmila Tchernykh. Il présente une orbite caractérisée par un demi-grand axe de 2,28 UA, une excentricité de 0,24 et une inclinaison de 4,5° par rapport à l'écliptique.

## Compléments